# トゥルトーザ
トゥルトーザ（カタルーニャ語: Tortosa）は、スペイン・カタルーニャ州タラゴナ県のムニシピオ（基礎自治体）。カスティーリャ語では同一表記でトルトーサと呼ばれる。バッシ・エブラの中心自治体である。エブロ川デルタ地帯に位置する。

## 歴史
古くはイベリア人の定住地イレルカヴォニア（Ilercavonia）であり、ローマ時代はデルトサ（Dertosa）と呼ばれていた。9世紀初頭にはフランク王ルートヴィヒ1世によって攻撃された（トルトーサ包囲戦 (808年-809年)）。1035年よりイスラム教徒の太守支配を受け（この頃の市名はTurtuxa）、1148年にバルセロナ伯ラモン・バランゲー4世によって征服された。19世紀には強力なカルリスタ支持の都市であった。スペイン内戦で市も被害を受けるが、復興した。

## 人口
| トゥルトーザの人口推移 1900－2010                       |
|                                                         |
| 出典:INE（スペイン国立統計局）1900年 - 1991年、1996年 - |

## みどころ
- トゥルトーザ聖堂 - 14世紀のゴシック様式
- サンタ・クララ修道院 - ゴシック様式
- 司教邸宅

## 姉妹都市
- アヴィニョン、フランス
- アルカニス、スペイン
- ヴェルチェッリ、イタリア
- ル・ピュイ＝アン＝ヴレ、フランス
- タルトゥス、シリア